# Hermann Hampe
Hermann Hampe (* 1. Juni 1904 in Heidelberg; † 13. Februar 1970 ebenda) war ein deutscher Architekt, der vor allem durch seine Kirchenbauten als Leiter des Evangelischen Kirchenbauamts Baden bekannt wurde.

## Leben
Hampe wurde als ältester Sohn des Historikers Karl Hampe und dessen Frau Charlotte Hampe geb. Rauff in Heidelberg geboren. Er studierte Architektur an der Technischen Hochschule Karlsruhe und wurde nach der bestandenen Diplom-Hauptprüfung zunächst Mitarbeiter des Architekten Georg Steinmetz in Berlin, wo er am ersten Band von dessen Publikation Grundlagen für das Bauen in Stadt und Land mitarbeitete. Nach seiner Rückkehr nach Heidelberg (1928) erwarb er als Mitarbeiter des Architekten Franz Sales Kuhn erste Erfahrungen im Dorfkirchenbau. Wegen seiner kritischen Haltung zum NS-Regime und der nichtarischen Herkunft seiner Ehefrau Annemarie Ebler, Tochter des Chemikers Erich Ebler, die er 1933 heiratete, war Hampe von öffentlichen Aufträgen ausgeschlossen und eröffnet mithilfe privater Auftraggeber ein eigenes Architekturbüro. 1942 übernahm Otto Bartning die Neugestaltung des Kirchenraums der Heidelberger Heiliggeistkirche und gründete dazu mit Hampe die Bauhütte bei Heiliggeist, die bis 1948 bestand. Als aus ihr nach Kriegsende das Evangelische Kirchenbauamt Baden hervorging, wurde Hampe zu dessen erstem Leiter ernannt, zuletzt mit dem Titel eines Kirchenoberbaurats. Hampe war an der Entwicklung des Bartningschen Notkirchenprogramms beteiligt. Ebenso hatte er maßgeblichen Anteil am badischen Kirchenbau nach dem Zweiten Weltkrieg, sowohl durch Neubauten als auch bei der Restaurierung denkmalgeschützter alter Kirchen, darunter St. Michael (Pforzheim) in Zusammenarbeit mit Charles Crodel. Er veröffentlichte Beiträge zu Fragen des kirchlichen Wiederaufbaus und wurde in den Arbeitsausschuss des Evangelischen Kirchenbautags berufen.
Seit 1946 war Hermann Hampe Mitglied des Heidelberger Stadtrats (CDU) und nahm Anteil an Fragen der Altstadtsanierung, der Stadterweiterung und der Regionalplanung.

## Familie
Hermann Hampe war mit Annemarie Hampe, geb. Ebler, verheiratet. Ihr gemeinsamer Sohn war der Regisseur Michael Hampe (1935–2022).

## Nachlass
Hampes Nachlass befindet sich im Südwestdeutschen Archiv für Architektur und Ingenieurbau (SAAI) in Karlsruhe.